# ブレイブリーデフォルト フェアリーズエフェクト
『ブレイブリーデフォルト フェアリーズエフェクト』（BRAVELY DEFAULT FAIRY’S EFECT）は、スクウェア・エニックスより配信されていたスマートフォン・タブレット・PC用ゲームアプリ。2017年3月23日にiOS版、Android版サービス開始。2019年2月14日にPC版サービス開始。2020年8月31日サービス終了。基本プレイ無料（アイテム課金制）。

## 概要
『ブレイブリーデフォルト フライングフェアリー』より始まった「ブレイブリーシリーズ」の通算6作目のタイトルであり、ソーシャルゲームの外伝作品としては3作目となる。公式の略称は「BDFE」。
コンシューマーのナンバリングタイトルを制作しているクレイテックワークス（2018年にシリコンスタジオからゲームコンテンツ部門が分社化）が開発を担当、物語の主な舞台もブレイブリーデフォルトとブレイブリーセカンドの間の時代のルクセンダルクとなるため、本作オリジナルのストーリーが展開される一方でブレイブリーデフォルトの後日談、そしてブレイブリーセカンドの前日譚となる物語が描かれており、コンシューマーゲームとして発売された過去ナンバリング作品とのストーリー上の繋がりが強い。
プレイヤーは8000年後の未来からこの時代を訪れた主人公となり、各地の人々から依頼される様々なクエストをこなしていくことで物語が進んでいき、やがて元いた時代である8000年後の世界にもその影響が及んでいく。
スマートフォンで遊べるMMORPGとして作られているためシステム面は過去作のいずれとも異なっているが、キャラクターのモデリングやストーリー画面などのビジュアル面はブレイブリーセカンド準拠となっている。
また、二つの時代が干渉し合うストーリーを「タイムシフトストーリー」、フリック操作による隊列移動を行うアクティブタイムバトルのシステムを「ブレイブシフトバトル」と呼称している。

## 沿革
- 2016年11月14日～11月22日-クローズドβテスト[1]
- 2017年3月13日-クローズドβテスト終了後アンケート結果発表[2]
- 2017年3月23日-iOS・Android版正式サービス開始[3]
- 2018年11月12日-電子書籍『ブレイブリーデフォルト　フェアリーズエフェクト～リンネのキセキ～』発売[4]
- 2019年2月14日-PC版サービス開始[5]
- 2020年6月26日-サービス終了告知[6]
- 2020年8月31日-サービス終了

## 登場人物

### 主要人物
主人公（デフォルト名なし）
本作の主人公。性別や見た目は変更可能。水の勢力『リプローエル』に仕える士官。16歳。主君の命によりエースやリズと共に『古代書庫』を調査していたところ、敵のレイコック大佐率いる『鉄騎同盟』軍からの襲撃を受け、大切なものを次々と失ってしまう。絶望の渦中、リンネに導かれて8000年前の世界に時間遡行することになる。
リンネ
声 - 皆口裕子
『古代書庫』の最奥で出会い、主人公を8000年前の世界に導いた妖精。
リンネを古代書庫に導いた老賢者の「『奇跡の輝石』を持つ者を待て」という言葉を守り、主人公と出会うまでの数千年という時間を1人で待ち続けていた。「お前はクリスタルの精霊だ」とリンネに教えたのも老賢者であり、彼女の持つクリスタルや精霊についての知識はすべて古代書庫にあった本から学んだもの。そのため、正体についてはリンネ自身も分かっていない。
無口な主人公の代弁をしてくれる、面倒見のいい一面もある。
エース
声 - 江口拓也
風の勢力『ウィンドニア』に仕える若き士官。17歳。お調子者で部隊のムードメーカー。『鉄騎同盟』に対抗すべく、主人公やリズと共に『古代書庫』に向かう。
ティズによく似た、くすんだ亜麻色の癖毛が印象的な少年。主人公の幼馴染。『想いの欠片』と名付けられた一対のペンダントを所持しており、これはペンダントの青い宝石を覗き込めば対になっている相手の姿が見え会話も出来るという不思議なアイテム。見張りに立つ主人公に連絡手段として貸していたこの家宝が、過去に飛ばされた主人公と未来の世界を繋ぐ窓口となる。
物語冒頭の鉄騎同盟による襲撃で命を落とすが、過去の世界での主人公の行動の影響で未来の歴史が書き換えられ一命を取り留める。以降は『想いの欠片』を通じて主人公と連携し、過去と未来を同時に救うべく奔走する。
リズ
声 - 高橋李依
兄のエースと共に風の勢力『ウィンドニア』に仕える若き士官。16歳。男勝りのさばさばした性格から全ての兵士の憧れの的となっている。せっかちな兄のストッパー役でもある。
アニエスによく似た、艶やかでボリュームのある黒髪が印象的な少女。主人公の幼馴染。兄と同じく一度は命を落とすものの主人公の過去での行動の影響により生存し、『想いの欠片』を通じて主人公と協力していく。
美味しいものに目が無く、主人公から聞いた過去の世界の食糧事情に深い関心を示す。なお彼女とエースの家名は本作中では明かされていない。
2022年配信開始の『ブレイブリーデフォルト ブリリアントライツ』にも、初期実装のプレイアブルキャラクターとして登場している。
バナード・レイコック
声 - 木村良平
キャラクターデザイン - 種村有菜
強力な軍事力を誇る『鉄騎同盟』の若き将校。20歳。目的のためなら手段を選ばない非情な性格。水の勢力『リプローエル』を滅亡に追い込み、『古代書庫』の調査をしていた主人公たちを襲撃する。
主人公による過去からの歴史改変の影響で敗北に追い込まれることになった鉄騎同盟を救うために、自身も過去の世界に赴き再度未来を変えようと画策する。
ユリアニス・テイコフ
声 - 井上麻里奈
キャラクターデザイン - 真島ヒロ
名門テイコフ家の令嬢で、敬虔なクリスタル正教の信徒。15歳。砂漠で行き倒れていて街に担ぎ込まれた主人公を熱心に看病した。普段は孤児院で子供たちに勉強を教えている。
かつてはアニエスとその座を争ったクリスタルの巫女候補だった。その知識と能力によって、主人公に「『継承の儀』によって新しいクリスタルを生み出し、未来の世界に託す」という道を示す。だが儀式を行うたびにユリアニスの肉体は目に見えて弱っていき、4つめのクリスタルを生み出す頃には歩くことさえままならない身体となってしまう。
ミスト / アドミナ・ミストリア
声 - 名塚佳織
キャラクターデザイン - 岡野剛
主人公の前に現れた、自称「謎の美女」。高飛車で高慢な物言いと行動で主人公を大いに翻弄する。通称は「ミスト」。
その正体は時間遡行者である主人公を監視する次元管理官。組織内の勢力『時を操る者』に属している。
高慢な態度で主人公に接するが、実は単独任務は初めてとなる新人であり、主人公と関わる中で使命に対する葛藤を抱いていく。
モーリス・テイコフ
声 - 山下大輝
ユリアニスの兄。飛行石を使わない飛空艇の開発に情熱を燃やしている若きエンジニア。16歳。砂の十三氏族という名門の家に生まれながら、家業が傾いてからは魔法学園都市イスタンタールで航空力学の講師をして細々と生計を立てている。
お人好しで、困っている人を放っておけない性格の持ち主で、砂漠で行き倒れになっていた主人公を発見してイスタンタールに運び込んだ。
ユウ・ゼネオルシア
声 - 浪川大輔
『ブレイブリーセカンド』の主人公。公国歴17年の時点では魔法学園都市イスタンタールに寄宿する学生。卒論に悪戦苦闘しており、主人公にモンスター観察の護衛を依頼したことがきっかけで知り合った。親交を深めた2人は、以降、互いに手が開いてる時には手伝い合う仲になった。
ジョバンニ・スケダツィオ
声 - 増田俊樹
魔法学園都市イスタンタールを根城にしている冒険者の一人。腕っ節が強く冒険家の先輩として頼りになる反面、早とちりで少々ガサツなのが玉に瑕。相棒のステイシーと一緒に主人公のクエストを手伝ってくれる。
ステイシー・ハイヤー
声 - 遠藤ゆりか
魔法学園都市イスタンタールを拠点にして一旗挙げようとしている冒険家。姉御肌で、腕っ節と気の強さはその辺の男どもには引けを取らない。相棒のジョバンニと一緒に主人公のクエストを手伝ってくれる。

### その他の人物

#### 第一部
ドン・クールサイン
声 - 浜添伸也
首都ラクリーカで一番の重機工場を経営する敏腕社長。政財界に顔の利く地元の名士だが、家格で勝るモーリスにライバル心を抱いており、金にものを言わせて先ごろ飛行石を使用しない飛空艇を完成させた。
その飛空艇のエンジン音はサンドワームの求愛の鳴き声に似ており、方々で騒ぎを起こしている。
レイス
声 - 後藤ヒロキ
エタルニア公国に設立された秘密警察の長官。ゆがんだ愛国心の持ち主で、公国内の不満分子を徹底的に弾圧・迫害していて、その結果、かえって有能な人材を国外に流出させてしまっている。
ウネリ
声 - 花守ゆみり
クリスタル正教の大司祭でありながら、エタルニア公国の幹部という異色の経歴を持つユルヤナ老師の弟子。
老師から預かった『アスタリスク』を巡って、公国の秘密警察、正教騎士団、ウネリの仲間たちにも追われることになり、逃亡の果てに主人公たちと出会う。
老師の真意を理解する数少ないひとりであり、アスタリスク解析の研究に日々努力している。
ヒナワ
声 - 逢田梨香子
エイゼンベルグの少数部族『鉄砲衆』の長、ゲキテツの一人娘。15歳。自ら仕留めた獲物で作った鍋料理が大好物。
山奥でひっそりと暮らそうとするゲキテツとは違い、偉大な鉄砲衆の名を世の中に知らしめたいと常日頃から思っている。
ゲキテツ
声 - 中博史
エイゼンベルグの少数部族『鉄砲衆』の族長で、ヒナワの父親。火の扱い、とりわけ銃の扱いで右に出る者はいない。
カッカ火山を信仰する火の民の末裔とされ、人里を離れ、ヒナワとともに山野に隠れ住んでいる。
ワッツラー
エイゼンベルグ軍の若き参謀で、『第二回名銃大会』を取り仕切っている。総司令グッドマンの親戚であることをいいことに、かつての敵対勢力『剣派』への度が過ぎた弾圧を繰り返したり、武器商人と組んで民衆から集めた銃器の横流しをしたりと、その評判はめっぽう悪い。
シェリー・カーマイン
声 - 村川梨衣
クリスタル正教アニエス法王に仕える優秀な筆頭秘書官。陰謀渦巻く法王庁において、法王を実務面から補佐し、不可能と言われた公国との和平交渉をまとめつつある。
キャサリン・カーマイン
声 - 佐藤利奈
アニエス法王の警護を務める女性騎士。シェリーの姉で、親しい者からはケイトと呼ばれている。
法王庁を牛耳る『長老派』や、クリスタル正教の原初の教義を熱狂的に信奉する『イバラの徒』の刺客からアニエスを守るべく日夜心血を注いでいる。
ダーク・ロマック
声 - 青山穣
クリスタル正教の名門ロマック家の当主で、法王庁を牛耳る『長老派』の頂点に君臨する大司祭。
クリスタル正教とエタルニア公国の和平に真っ向から反対し、あらゆる手段を講じて交渉を妨害してきた。かつての血斧騎士団の軍監で、血斧騎士たちを統括するための術を身につけている。
キシン
声 - 拝真之介
血斧二十四将の一人。「近代史におけるクリスタル正教が大勝した戦には、必ずキシンあり」と言われるほどの剛の者だが、節度ある人格者で寡黙。フロウエル、ノースエル連峰の洞穴に隠れ暮らしていたところをかつての部下たちに慕われ再起を乞われる。右肩に蠍の紋を持つ。
ダラケ
声 - 拝真之介
血斧二十四将の一人。顔中傷だらけの凶漢。血斧騎士団の再興を目指し、かつての同輩、血斧騎士団の生き残りを訪ね回っている。右肩に蜘蛛の紋を持つ。
ワーレン
声 - 藤沼健人
血斧二十四将の一人。エイゼンベルグの山中に隠れ住んでいたところを血斧九の将ダラケの訪問を受ける。右肩に死神の紋を持つ。
グアナ
血斧二十四将の一人。16年前の戦役で血斧騎士団が全滅してからは、部下とともにエタルニアの巡教の森に潜伏していた。豪快な性格で見上げるような巨漢だが、見た目に反して菜食主義。果物を好む。右肩にイグアナの紋を持つ。
レッカ
声 - 井上喜久子
血斧二十四将のNo.2で、亡き血斧騎士団団長の妻。16年前の戦役で夫をその後のエタルニアの動乱で生まれたばかりの子と生き別れになり、憎しみを糧に生きている。血斧騎士バーンの姉。背中に紅月の紋を持つ。
ジュウゾウ
血斧二十四将の一人。ござる口調のまるで古武士のような大男。16年前、血斧騎士団が全滅した戦役でワーレンと共に血斧騎士団団長の近習をしていた。騎士団が全滅した後は、特に目的もなく生をむさぼっていたが、ある者と出会い共に行動することになる。右肩に鬼の紋を持つ。

#### 第二部
モリガン
声 - 悠木碧
風の勢力『ウィンドニア』の皇太子であり、公国歴17年を生きるモーリスの子孫。少々臆病なところがあるが、好奇心が強く、くよくよしない性格。
学友のエルマーと2人で恩人のエースとリズの兄妹を訪ねて古代書庫を訪れたところ、床に広がる血痕と、エースが持っていた『想いの欠片』を偶然発見する。
エルマー
亡き『鉄騎同盟』の盟主ロンタリウス伯の遺児であり、モリガンの学友として行動を共にする少年。
『鉄騎同盟』降伏の折、処刑すべしとの声があがる中、エースの強引なはからいで皇太子モリガンのそばに仕えることになった。
リリア
浮遊大陸の『空岩』で出会った謎の少女。ヴィクターと共に重飛空艇『医神』に乗って浮遊大陸にやってきて、今は六之島の『朝霧村』に預けられている。村で親しくなった八重の身代わりとなって、生贄の装束に袖を通す。
その出自はヴィクターがヴィクトリアとレスター卿の遺伝子から作り上げた人造人間。実年齢は1歳になるかならないかといったところだが、第二部開始時点で3～4歳に見える外見にまで成長しており、知能や情緒は外見以上に発達している。
『ブレイブリーデフォルト プレイングブレージュ』に登場する土の巫女「リリア・ド・ロッソ・オブリージュ」とは同一人物。
ヴィクター・S・コート
声 - 小野大輔
エタルニア公国六人会議の元メンバー。風の巫女一行との戦いに敗れた後、「遣り残したことはないか？」という謎の声に呼び戻され息を吹き返したヴィクターは共に戦い力尽きたヴィクトリアがこれ以上の生を望まずこの世を去ったことを知る。
医師としてヴィクトリアを救うために蘇ったヴィクターは目的を見失い、彼女の忘れ形見とも言えるリリアを連れ公国を後にした。
命の意味を知るために浮遊大陸の上層を目指す道中で主人公達と出会い、行動を共にすることになる。
望月 兵馬（もちづき ひょうま）
声 - 松岡禎丞
朝霧藩1万2千石に仕える若き家老。生真面目で実直な若侍で、主に絶対の忠誠を誓いながらも領民思い。病に伏せる城代の薬草を求めて朝霧村を訪れていたところ、生贄騒動を聞きつけ立ち上がる。
望月 舵（もちづき かじ）
声 - 早見沙織
朝霧藩城代・主税の愛娘。妙齢の誰もが振り返るほどの美しい娘でありながら、勝ち気でわがままな性格から領民からは本名の『舵』を『蛇姫』などと揶揄されている。
父の後妻である月照比丘尼とは相性が悪く、言い争いが絶えないという。ここのところ毎日のように郊外の森に通っているという。
馬宮 林蔵（うまみや りんぞう）
声 - 武内駿輔
浮遊大陸の観測を元にして、次に起きる『六島直列』の日時を計算し続ける『天測衆』の長をしていて、豪放磊落な言動の反面、物事をすべて計算によって証明できると信じている。
朝霧城下の路地裏で謎の忍者たちに襲われていたり、藩の重臣である兵馬から警戒されていたりと、一筋縄ではいかない一癖も二癖もありそうな大男。
ルビー
声 - 今井麻美
浮遊大陸を股にかける謎の交易商人。「ご要望とあらば何でも手に入れてお売りいたしましょう。あの『聖遺物』でさえ…」が得意の口上。上層の島へ向かおうとしている主人公たち一行の道案内を買って出た。
ウサンジ・イアンヴァイ
バーニアシティを治めるスパーナ族の族長であり、様々な奇跡が起こると言われている『六島直列』を人為的に引き起こすべく参之島そのものを巨大エンジンで動かすプロジェクトの責任者。セントラルエンジン群400基の統括している。
灰色の頭髪と落ち着いた物腰で実年齢よりかなり年上に見えるが、28歳。スパーナ族は短命な人種であり、晩年と言っていい年齢であるため「薄味でいい塩梅」の味付けを心がけ、酒を断ち節制に努めている。
クヌヤーロ・ブチノメス
ゴーグルをつけた大柄な男性。喧嘩っ早い性格だが優秀な技術者。西区エンジン群200基の統括をする。
ヌリーユ・イアンヴァイ
ウサンジの妹で、愛称は「ヌリ」。東区エンジン群200基の統括をする技師。「ぬるい湯がいい塩梅」だと公言しており、趣味は長時間の半身浴。弐之島のフォロビー神父に想いを寄せている。
カンヴィナル・フォロビー
浮遊大陸におけるクリスタル教の指導者。スパーナ族の悲願達成に協力するため、信徒たちを労働力としてバーニアシティに派遣している。
『六島直列』によって「迫害と受難の歴史を歩んできたクリスタル教徒にとっての理想郷を手に入れたい」と主人公に語る。

### 本編からの人物
『ブレイブリーデフォルト』、『ブレイブリーセカンド』、『ブレイブリーデフォルト プレイングブレージュ』より多数のキャラクターが登場。

## ストーリー

### プロローグ
クリスタルの砕滅をきっかけに引き起こされた『大崩壊』により古い秩序が滅び、すべてが荒廃した時代。そこではクリスタルを文明の基軸とする国々が結集した『光の連合』と、それを否定する『鉄騎同盟』のふたつの勢力が世界中で激しい戦争を繰り広げている。
光の連合に属する主人公・エース・リズは鉄騎同盟への対抗手段を探るために『古代書庫』に赴いていた。
クリスタルが最も輝きに満ちていたルクセンダルク期の書物が収められた部屋で調査を続ける3人に対して、レイコック大佐率いる鉄騎同盟の強襲部隊が襲い掛かる。
激しい襲撃の中、レイコックは水のクリスタルの砕滅と、主人公の故郷リプローエルの滅亡を告げる。
激高し敵へ向かっていったエースも、主人公を庇ったリズも次々と銃弾に倒れた。
何もかもを失い、自身も古代書庫の奥に追い詰められた主人公に精霊リンネが手を差し伸べる。
「ここには、もう何もない…さぁ、一緒に行きましょう。あの光と闇の世界へ――」
その声に導かれるままに手を伸ばした主人公が目覚めると、そこは公国歴17年、元いた時代から8000年も過去の魔法学園都市イスタンタールだった。

### 第一部
冒険者として人々の依頼を受け、過去の世界と関わるうちに主人公は「過去での行動が未来に影響を及ぼす可能性がある」こと、そして「エースから預かった『想いの欠片』は未来の世界と通信できるだけではなく、それ自体がクリスタルの核と呼ばれる物質で、この時代で『継承の儀』を行うことで未来の世界に新たなクリスタルを生み出すことが出来る」ことを知る。
主人公は様々なトラブルを解決に導き各地の要人の信頼を得ることでクリスタル参詣の許可を取り付け、かつて風の巫女候補であったユリアニスの手を借りて『継承の儀』を行い、そのたびに『想いの欠片』に映し出される未来の様子は好転していく。
しかし4つめとなる土のクリスタルの儀式が終了したとき、襲撃してきた暗殺者から主人公を庇ったユリアニスが命を落としてしまう。そして4つのクリスタルが生み出された未来でも、鉄騎同盟によりすべてのクリスタルを制圧されエースとリズが再び命を落とす様子が『想いの欠片』に映し出される。
絶望する主人公に、すべての事情を聞いたユリアニスの兄モーリスは「ユリアニスを生き返らせることは出来ない。だが未来は変えられるかもしれない」と鼓舞し、ユリアニスが生み出したクリスタルを無事に8000年後まで秘匿し守り抜く『信託の儀』を提案する。
クリスタルを厳重に秘匿しその隠し場所を光の連合に伝えることで、ついに未来での戦争も終結する。しかしそこに仇敵レイコックの姿はなかった。彼は主人公が使った古代書庫のゲートを使い過去の世界に飛び、鉄騎同盟が勝利する歴史を求めて再度未来を改変しようと画策する。主人公との激闘の末、それでも鉄騎同盟の勝利を諦めようとしないレイコックにリンネは「クリスタルの恩恵にただすがって生きていくべきではないという鉄騎の理念は未来の世界でも受け継がれている」と諭す。それに納得したレイコックは最後に主人公と一騎打ちの決着をつけようとするが、突如発生した時空の裂け目である『赤い渦』に飲まれ、彼の肉体はこの時代から消失した。
これでようやくすべてが解決したと安心したのもつかの間、未来の世界のクリスタルに巨大な蟲が取り憑いているという報告を受ける。蟲たちはクリスタルからエネルギーを吸い上げ続けており、このままではせっかく生まれたクリスタルがまた砕け散り、第二の大崩壊が起きてしまう。その原因を突き止めるために、主人公は未来の世界で『漆黒海溝』と呼ばれている海域の調査に赴く。そこは8000年後には海に没しているが、過去の世界では陸地であり、ユリアニスが埋葬されたテイコフ家の墓所がある場所だった。墓参りを兼ねて墓所を訪れた主人公達は、ユリアニスの墓前でリンネによく似た精霊と出会う。「自分はクリスタルの精霊として生まれたが、『聖母』によって檻に閉じ込められ、子守を命じられた」と涙ながらに語り襲いかかってくる精霊の正体がこの時代で誕生したばかりのリンネ自身であると悟ったリンネは、主人公達を守るために精霊と同化して消滅してしまう。
最後にユリアニス自身の霊魂が現れすべてを語る。ユリアニスの正体は『蟲の聖母』という邪神で、巫女の素質を持つ少女の肉体を乗っ取り『継承の儀』で誕生させたクリスタルに卵を産み付けることが目的だった。邪神に力を与え人間の力を奪う霧に覆われた異界という不利なフィールドで蟲の聖母と対峙する主人公達を救いに現れたのは、霧を晴らす呪文を古代書庫で発見したリズだった。リズの助けで蟲の聖母を滅ぼした主人公達だったが、そのまま異界に閉じ込められてしまう。しかし、蟲の聖母が倒されたことで解放された本来のユリアニスの魂が主人公達を元の世界に導き、クリスタルの巫女としての最後の力でクリスタルの精霊であるリンネに命を吹き込んだことにより、リンネもまた主人公の元に戻ることが出来た。
過去と未来、双方での騒動が一段落ついたのを見届けたエースは、リズを追って自分も8000年前の世界へ向かおうとする。しかしそこに次元管理官ミストが現れ、『赤い渦』を出現させエースを違う世界に送ってしまう。砂漠をさまようエースはいつしか年老い、リンネを目覚めさせ古代書庫へと導いた老賢者の姿となっていた。

## ゲームシステム

### 育成システム
プレイヤーの分身となる主人公を育成していき、他のプレイヤーかNPCと協力して戦う。
5種類のジョブ（ナイト・黒魔道士・白魔道士・シーフ・狩人）があり、ゲームを進めることでいつでも転職可能となる。バトルで得た経験値でジョブレベルを上げ、各ジョブの「アスタリスク盤」を解放していくことで能力が強化される。強化効果の中には他のジョブでも引き継がれるものもある。
装備品は武器・防具・アクセサリーがあり、強化・覚醒・改造・継承といった強化をしていく。武器に通常技・必殺技のスキルが付与されており、一度に5つまで装備可能。スキルの種類は多岐に渡り、さらに弱点属性で敵に攻撃すると威力が上がる・同じ属性で揃えると効果が上がるという特性があるため、何を優先して組み合わせるかでプレイヤーごとの個性が発揮される。
また、外見も性別、髪型、顔、肌と目の色を自由に決めることができ、服装も武器防具によって変化するため無数の組み合わせが存在する。

### バトルシステム
シンボルエンカウントとなっており、同じマップにいる他のプレイヤーの戦闘に乱入して最大4人で戦う。先にパーティを組んでいる場合はそちらが優先となり、乱入できる人数に制限を設けることもできる。初期の乱入システムは『乱入募集』としか表示されておらず「既に戦闘が始まっていて、最低1枠の空きがある」こと以外分からないようになっていたため、飛び込んでみると自分も含めて全員白魔道士だった…という事態も頻発していたが、アップデートにより「現在参加中のジョブと人数」がアイコンで表示されるようになり戦闘参加前に確認できるように改善された。
バトルはリアルタイムで進行し、プレイヤーは一定時間ごとにオートで現在装備している武器の通常技を使用する。この通常技を使用することで『BP（ブレイブポイント）』が溜まり、これを消費することで各武器に設定されている必殺技をプレイヤーの任意のタイミングで使えるようになる。BPは持ち越し可能なため、前の戦闘で溜めたBPを使って強敵相手に開幕から必殺技を連発することも可能。一度使うとリキャストタイムが発生するため、格上相手の戦闘ではどのタイミングで必殺技を使うかという戦略性が生まれる。
もう一つの重要な要素が『隊列』となっており、戦闘中にプレイヤーキャラクターを前衛・中衛・後衛にいつでも移動できる。位置によって補正効果がかかるだけでなく、敵味方共に事前に必殺技の有効範囲が表示されるため、フリック操作で敵の攻撃をかわす・味方の回復範囲に入るといった行動が必要となり判断力と反射神経を問われることとなる。

## メインストーリー以外のコンテンツ
リンネを探せ
一定時間（3時間）おきにタウンのどこかに現れるリンネをタップするとログインボーナスとは別にアイテムが貰える。リンネが拾ってくるのは強化アイテム、pq、ミスリルなど。季節イベント時には短冊やおみくじ付きになることもある。
チャット
全プレイヤーが対象のワールドチャット、同マップ内でのエリアチャット、所属自警団のグループチャット、パーティを組んでいる仲間同士でのグループチャット、特定のプレイヤーと一対一で会話するダイレクトチャットを用途によって使い分けることができる。本ゲームオリジナルのスタンプが使えるほか、主人公に感情表現のアクションを取らせることも可能。
手帳
主人公がこまめに書き残している、身の回りで起きた出来事や出会った人物についての記録。メインストーリーで詳しく語られなかった裏話についてや、無口な主人公の気持ちや感想などをうかがい知ることができる。（公式サイトより）
見た目変更
メニュー画面の「見た目変更」画面から着替えることで、装備の性能はそのままに好きな外見に変更できる。頭・上半身・下半身の三箇所を選び、好きに組み合わせてコーディネートを楽しめる。サービス開始から半年ほどが過ぎた2017年9月11日、一度手に入れた装備を手放しても見た目としては使い続けることができるドレッサー機能、コーディネートを3つまで登録しておけるお気に入り機能、ゲーム内から「#BDFE今日のコーデ」をつけてTwitterに直接投稿する機能が追加実装された。
アビスホール
上級者向けのエンドコンテンツ。
5階層ごとに強力なボスが存在し、未踏破階層への挑戦は1日3回までとなっている。
最深部は地下100階となっており、さらにハードモード階層が存在する。
自警団
ギルド機能。最大20人所属することができ、専用チャットを使って情報交換をする、メインストーリー第二部やコロシアムでサポート仲間として連れて行ける、所属しているだけで他の自警団メンバーのコロシアム報酬のお裾分けがもらえるといった特典がある。
コロシアム
自警団で参加可能なバトルコンテンツ。
オートで動く他プレイヤーデータとの対戦という形で疑似対人戦が楽しめる。
最大4人で参加できるが、参加パーティの人数によって相手の人数も自動で調整されるため1人から参加可能。
5連戦勝ち抜けば勝利。戦績により所属自警団のグレードが上がり、それに応じた報酬が自警団員全員に配られる。
フラッグ戦
専用フィールドを使った10人対10人の対戦コンテンツ。
ランダムマッチングで割り振られた赤青のチームに分かれて、制限時間内にフォールドに点在するフラッグを取り合いポイントを競うという独自ルールのバトルが楽しめる。
フラッグに一定時間触れていると自チームの旗として占拠することができ、フラッグに触れている味方人数が多いほど占拠までにかかる時間は減るようになっている。敵チームのプレイヤーに触れると戦闘に入り、さらに敗北するとスタート地点に戻されるため大幅にタイムロスになる。味方の戦闘に加勢する、敵にぶつかっていって足止めする、人の少ないエリアを走って戦闘を避けながら旗を占拠していくといった行動を使い分けていく戦略とチームワークが鍵となる。
なお、フラッグ戦の最中は各々の育成具合や装備は反映されずジョブごとに固定のパラメーターになるため初心者でも気軽に参加できるようになっている。
10人以上所属の自警団同士で戦う自警団フラッグ戦もあり、こちらは装備やレベルといったプレイヤーごとのパラメーターが反映されるようになっており、専用報酬も用意されている。
次元回廊
自警団単位で参加するレイド形式の強敵討伐コンテンツ。
ゴールドパレス
専用のパレスコインを使って挑戦するミニゲームコンテンツ。
4匹のカプカプのレースの結果を予想しコインを賭けるカプカプレース、1枚ずつ引かれるトランプの次に出る数字がより大きいか小さいかを当て、連続で当てた回数に応じてコインをもらえるハイアンドローの二つのゲームが遊べる。
ゲームで増やしたパレスコインは景品と交換できる。2017年6月26日実装。
ペット
モンスターの卵を手に入れ、孵化させることで連れ歩けるようになる。連れているペットは戦闘中たまに追撃や回復といった補助行動をとり、専用素材で育成・進化させることで強くなっていく。
実装初期はカプカプ4種×4属性のみで、後日コドラ・サキュバス・パンサー・マンドラゴラ種が追加された。
2019年3月23日実装。2019年9月19日追加ペット実装。

## 関連書籍
ブレイブリーデフォルト　フェアリーズエフェクト～リンネのキセキ～
ゲームノベルズ（スクウェア・エニックス）の電子書籍として2018年11月12日に発売された。リンネの視点でメインストーリー第一部を描くオリジナルストーリー。全一巻。著者は霧海正悟、表紙イラストは風間雷太、本文挿絵はいさかわめぐみが担当している。
BRAVELY DEFAULT Ⅱ Design Works THE ART OF BRAVELY 201X-2021　ISBN 978-4-7575-7023-8
2021年3月3日発売。ブレイブリーデフォルトⅡがメインの内容だが、関連作品のアートも収録。BDFEからはキービジュアル、一部キャラクターの設定画、タウン全体図（通常+各季節イベント版）、一部装備のデザイン画が収録されている。